# Spreegeschwader
Spreegeschwader war eine Rechtsrock-Band aus Berlin. Sie zählte zu den „wichtigsten Bands der rechtsextremistischen Musikszene aus Berlin“.

## Geschichte
Die Band wurde 1994 von Alexander Gast und Alexander-Willibald Bahls gegründet. Nach mehreren Versuchen eine feste Besetzung zu bilden, bestand die Gruppe zunächst nur aus zwei Mann. Nach dem ersten kleinen Auftritt auf einer Silvesterfeier wurde 1995 die erste Demo aufgenommen. Der erste öffentliche Auftritt fand dann auf einer Jubiläumsveranstaltung der Hammerskins Sektion Berlin statt. Mehrere Auftritte mit u. a. Kraftschlag und Chaoskrieger folgten.
Über Brandy von Endstufe wurde der Kontakt zu Hanse Records hergestellt und die erste CD Eisern Berlin aufgenommen, die im Sommer 1996 veröffentlicht wurde. Eine Mini-CD folgte noch im gleichen Jahr.
1996 stieg mit Rico Sonnenburg ein fester Bassist ein, und ein Gitarrist folgte als Verstärkung. Die Band veröffentlichte 1997 einige Sampler-Beiträge auf einschlägigen Rechtsrock-Kompilationen. 1998 erschien dann das zweite Album Orientexpress. Im gleichen Jahr folgte eine Split-CD mit der schwedischen Band Storm. Im Vorfeld war der neue Gitarrist wieder ausgestiegen, nach der Veröffentlichung wurde mit Motte ein Ersatz gefunden.
Im Jahr 2000 wurde das Split-Album mit Storm indiziert. 2002 wollte Spreegeschwader ein Livekonzert in Ungarn spielen, das zuständige Landeskriminalamt wollte dies mit Hilfe eines Ausreiseverbotes verhindern.
Nach einem Rechtsstreit mit ihrer alten Plattenfirma erschien 2001 ein Best of mit neu eingespielten Liedern. 2002 folgte ein Livealbum. 2003 erschien dann das Album Gefangen im System, welches 2004 indiziert wurde.
2004 folgte die Indizierung des Livealbums wegen Jugendgefährdung. Im Jahr 2004 legte die Band Klage gegen das Einwohnermeldeamt Berlin ein. Am 5. Juni 2004 folgte ein Konzert, welches von einem Spezialeinsatzkommando der Polizei aufgelöst wurde. Hausdurchsuchungen und weitere Indizierungen folgten.
2004 erschienen das Jubiläumsalbum Einjahrzehnt und ein weiteres Best-Of mit dem Titel Die ersten Jahre. Eine Indizierung der beiden Tonträger wurde von Seiten der BPjM abgelehnt. Die Band hatte im Vorfeld Klage gegen ihre Behandlung durch die BPjM eingelegt und war zum Verhandlungstermin mit rechtlichem Beistand angereist. Am 2. April 2005 fand ein Konzert von Spreegeschwader statt, bei dem die englischen RAC-Bands English Rose und White Law auftraten. Hauptattraktion des Abends war „Die Lunikoff Verschwörung“, und damit der letzte Auftritt des ehemaligen Landser-Sängers Michael Regener vor dessen Inhaftierung. Mehrere Mitglieder von Spreegeschwader, die auch die offizielle Besetzung von Die Lunikoff Verschwörung sind, nahmen an dem Auftritt teil.
Am 10. September 2007 wurde einer Verfassungsbeschwerde von Alexander Gast bezüglich der Indizierung des Tonträgers Live 2002 nicht stattgegeben. Das Bundesverfassungsgericht bestätigte damit die Indizierung des Tonträgers.
Neben Spreegeschwader betrieb Alexander Gast noch sein Soloprojekt Spreegeschwader Solo – Spirit of 88, welches bisher drei Alben veröffentlicht hat. Gast war außerdem Betreiber des Joe-Hawkins-Versand und des Ladens „On the Streets“ in Hennigsdorf, der neben den Merchandise-Artikeln der Band diverse nationale und internationale Hatecore-, Rechtsrock- und Skinheadbands vertreibt. Seit Herbst 2019 ist er der Gitarrist der gemäßigteren Deutschrock-Band WUTBÜRGER.
Alexander Bahls war bis zu dessen Schließung im August 2006 Betreiber des neonazistischen Szeneladens „Parzifal“ in Berlin-Oberschöneweide. Am 5. Oktober 2006 war er am Überfall auf Philip Schlaffer aus Wismar, den Inhaber des „Werwolfshops“ und Betreiber des „Hatestore“-Versands, beteiligt. Er und zwei weitere Mittäter sollen Schlaffer mit einem Totschläger und einer Axt bedroht und erpresst haben. Hintergrund war ein Streit um die Vermarktung von Merchandisingartikeln der „Lunikoff Verschwörung“ um Michael Regener. Schlaffer wurde vorgeworfen, mit Bahls lediglich Geschäfte gemacht zu haben, um so in Kontakt zu Michael Regener zu kommen (Schlaffer war zusammen mit Ingo Knauf vom V7-Versand Inhaber des „Parzival“). Bahls wurde in einem Indizienprozess, bei dem sogar die Staatsanwaltschaft von der eigentlichen Anklage abrückte und eine Bewährungsstrafe forderte, zu einer Haftstrafe von drei Jahren verurteilt. Diese saß er z. T. gemeinsam mit Michael Regener in der JVA Berlin-Tegel ab. Des Weiteren musste sich Alexander Bahls 2009 vor dem Berliner Landgericht im Verfahren gegen die Band „Deutsch, Stolz, Treue“ (D.S.T.) wegen Volksverhetzung erneut vor Gericht verantworten. Im Sommer 2009 wurde Bahls aus der Haft entlassen.
Im August 2009 löste sich die Gruppe aufgrund interner Differenzen auf.
Im Jahr 2015 wurde innerhalb der Kameradschaft bekannt, das Alexander Gast nach einer Reanimation im Koma liege, laut eigenen Aussagen musste er alles neu erlernen.
Im Jahr 2017 erschien nach der Auflösung im Jahr 2009 ein neues Album, das einzig übrig gebliebene Mitglied ist der Frontmann und jetzige Gitarrist Alexander Gast.

## Ideologie
Ideologisch stand die Band zunächst der Hammerskin- und Blood-and-Honour-Bewegung nahe, seit einigen Jahren tritt sie jedoch immer wieder auf Veranstaltungen der NPD auf. Zum militanten Teil der Neonaziszene hat die Band durch ihre Mitgliedschaft bei der neonazistischen Rockergruppe „Vandalen – Ariogermanische Kampfgemeinschaft“ eine enge Beziehung.
Die Texte von Spreegeschwader behandeln übersteigerten Nationalstolz, offenen Rassismus und Verschwörungstheorien. Auch Bezüge zum Nationalsozialismus lassen sich finden, insbesondere auf den frühen Tonträgern. Die späteren Texte enthalten zwar keine direkten Bezüge mehr, sind aber bewusst offen gehalten, um eine solche Deutung zuzulassen.

## Diskografie

### Alben
- 1996: Eisern Berlin (CD, Hanse Records)
- 1996: Bleib wie du bist (Mini-Album, Hanse Records)
- 1998: Orientexpress (CD, Hanse Records)
- 2003: Gefangen im System (CD, Panzerbär Records) (indiziert BAnz Nr. 207 vom 30. Oktober 2010)
- 2004: Einjahrzehnt (CD, Panzerbär Records)
- 2017: Ich bin wieder da (CD, Oldschool Records) (indiziert[7])
- 2025:Damals wie Heute -30 Jahre (Rebel Records)

### Split-Alben
- 1998: European Guard (mit der Band Storm, CD, Svea Musik) (indiziert BAnz Nr. 186 vom 30.09.200)

### Livealben und Kompilationen
- 1997: Live in Magdeburg (CD, Fuchs & Wolf Records)
- 2001: Reichshauptstadt -- Best of 95-01 (CD, Wotan Records; 2005) (Indiziert)
- 2005: Die ersten Jahre 1996-1998 (CD, Panzerbär Records)

### Exklusive Samplerbeiträge
- 1997: Keep It White, Volume 3 (CD, Thor Records) (2 Lieder)
- 2000: Blood & Honour Brandenburg (CD, BB Records) (1 Lied)
- 2003: White Covers: A Tribute... (CD, unbekannter Vertrieb) (2 Lieder)
- 2003: White Covers: ...To Landser (CD, unbekannter Vertrieb) (1 Lied)
- 2004: Hier Tobt der Bär (CD, Panzerbär Records) (2 Lieder als Spreegeschwader, 2 Lieder als Allstars)
- 2009: Gefahr im Verzug (CD, Panzerbär Records) (1 Lied als GWS und 2 Lieder als Spirit of 88)
- 2011: Tribute to Triebtäter (CD, Rebel Records) (2 Lieder als Spirit of 88)

### Projektband Spirit of 88
(Soloprojekt vom Spreegeschwadersänger Alexander Gast, der den Gesang übernahm und alle Begleitmusikinstrumente allein einspielte)
- 2000: White Power Skinheads (CD, Pühses Liste, indiziert BAnz Nr. 21 vom 31.012001)
- 2005: Totale Kontrolle (CD, Panzerbär Records, indiziert[8])